# كينجي واكاإي
كينْجِ واكاإي (باليابانية: 若井 研治) (22 سبتمبر 1974 في هيروشيما في اليابان – )؛ هو لاعب كرة قدم ياباني سابق كان يلعب كمهاجم.

## وصلات خارجية
- كينجي واكاإي على موقع رابطة كرة القدم اليابانية للمحترفين (اليابانية)
- كينجي واكاإي على موقع عالم كرة القدم.نت (الإنجليزية)